# Трибоки
Трибоки (лат.Triboci) — германское племя, входившее в свевский военный союз Ариовиста; до его продвижения в Галлию они жили на левом берегу Рейна, по верхнему его течению (в нынешнем Эльзасе, примерно в окрестностях Страсбурга). Возможно, что они пришли в Эльзас из Бадена или Вюртемберга.
Страбон пишет: «За гельветами по берегам Рена живут секваны и медиоматрики, в области которых осело германское племя трибокхов, перешедшее реку со своей родины» (IV, III, 4).
В большинстве источников, а именно, у Плиния (Естественная история, IV, 105-106) и Тацита (Германия, 28), трибоки всегда упоминаются рядом с неметами и вангионами. Таким образом, среди трёх германских племен Верхней Германии трибоки являются самыми южными, занимая положение к югу от неметов, что подтверждается прежде всего надписями, происходящими из civitas Tribocorum, которые были найдены в Брумате, древнем Бреукомагусе, и в 12 милях к северу от этого города.
Они, вероятно, являются племенем свевов, но имеют кельтское имя, которое, однако, пока ещё не имеет чёткого истолкования.
Согласно гипотезе Л. Шмидта, сам Ариовист изначально был их королём. Трибоки принимали участие в генеральном сражении отрядов этого вождя с римлянами при Вогезах: Германцы, пишет Цезарь, «вывели из лагеря свое войско и построили его по племенам (generatim) так, что все племена — гаруды, маркоманны трибоки, вангионы, неметы, седузии, свевы — находились на равном расстоянии друг от друга; они окружили всю свою боевую линию дорожными повозками и телегами (redis et carris), чтобы не оставалось никакой надежды на бегство. На них они посадили женщин, которые, простирая к ним руки, со слезами умоляли идущих в битву воинов не отдавать их в рабство римлянам» (Книга I, глава 51).